# Leroy
Leroy es un pueblo canadiense situado en la provincia de Saskatchewan.

## Superficie
Leroy tiene una superficie de 2,11 km².

## Demografía
En 2021, tenía 510 habitantes, una densidad poblacional de 241,4 hab./km², y 238 viviendas.